# Acanthodactylus beershebensis
Acanthodactylus beershebensis es una especie de lagarto del género Acanthodactylus, familia Lacertidae, orden Squamata. Su masa corporal es de aproximadamente 16,75 g.

## Distribución
Se distribuye por Asia, en Israel.

## Taxonomía
Fue descrita por Moravec, Baha El Din, Seligmann, Sivan & Werner en 1999.
Tratamiento taxonómico
La especie aparece registrada y publicada en Systematics and distribution of the Acanthodactylus pardalis group (Lacertidae) in Egypt and Israel. Zoology in the Middle East 17: 21-50.